# Max Meadows
Max Meadows – jednostka osadnicza w Stanach Zjednoczonych, w stanie Wirginia, w hrabstwie Wythe.